# De Hoop & Verwachting
De Hoop & Verwachting is een korenmolen in Borssele. De molen werd in 1714 gebouwd in opdracht van de stad Goes, nadat de voorganger, waarschijnlijk een standerdmolen, was omgevallen. De molen werd verpacht tot 1780; in dat jaar werd De Hoop en Verwachting eigendom van de toenmalige pachter, Benjamin van Eenennaam. Het gaande werk, met uitzondering van het bovenwiel, is in 1932/1933 vervangen; in 1963/65 werd de kap van de molen vernieuwd. Er bevinden zich twee koppels maalstenen in de molen. De molen bleef particulier bezit tot in 1976 de toenmalige eigenaar bij een ongeval op het molenerf om het leven kwam. De gemeente kocht de molen in 1980 en liet De Hoop & Verwachting in 1984/85 restaureren.
Het gevlucht van de molen is Oudhollands.
De Hoop & Verwachting is maalvaardig en is in principe 's zaterdags van 13:00 tot 16:00 en op afspraak te bezoeken.